# Flavoparmelia caperata
Flavoparmelia caperata (L.) Hale, 1986 è un lichene della famiglia Parmeliaceae.

## Descrizione

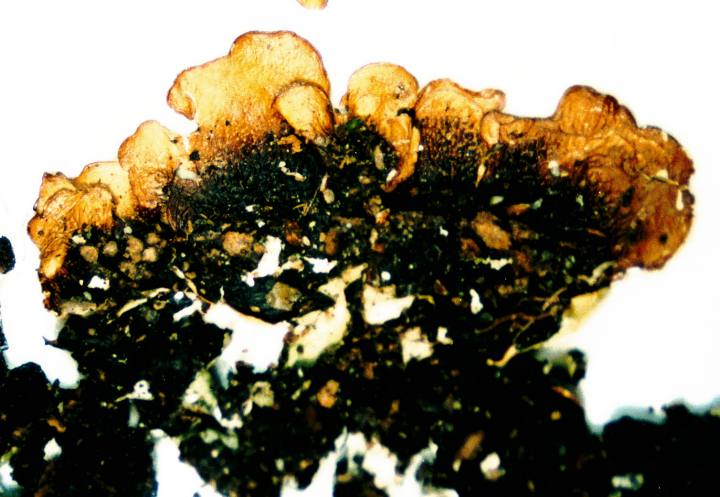
Flavoparmelia caperata pagina inferiore del tallo

Il tallo è di grandi dimensioni con lobi arrotondati larghi 3–8 mm, di colore verde o verde-giallastro sulla superficie superiore, marrone più o meno scuro su quella inferiore. 
Si riproduce mediante soredi (riproduzione asessuata) o per via sessuata, con produzione di spore all'interno di apoteci.

## Test colorimetrici
- Tallo: K+ giallo, P-, KC+ giallastro, C-
- Medulla: P+ arancio, K-, C-

## Distribuzione e habitat
È una specie molto comune e con ampia diffusione.
Colonizza prevalentemente le cortecce degli alberi. Occasionalmente lo si rinviene su roccia.

## Sinonimi e binomi obsoleti
- Flavoparmelia caperata f. sorediosa (Müll. Arg.) S.Y. Kondr., Flora Lishaĭnikiv Ukraïni, 2(2) (Kiev): 207 (1993)
- Imbricaria caperata (L.) DC.
- Lichen caperatus L.
- Parmelia caperata (L.) Ach., Method. Lich.: 216 (1803)
- Parmelia caperata f. saxicola Müll. Arg., (1862)
- Parmelia caperata f. sorediosa Müll. Arg., in Hue, J. Bot., Paris 4: 155 (1890)
- Parmotrema caperata (L.) M. Choisy, (1952)
- Pseudoparmelia caperata (L.) Hale, Phytologia 29: 189 (1974)